# Gommerville (Eure y Loir)
Gommerville es una comuna nueva francesa situada en el departamento de Eure y Loir, de la región de Centro-Valle de Loira.

## Historia
Fue creada el uno de enero de 2016, en aplicación de una resolución del prefecto de Eure y Loir de 26 de noviembre de 2015 con la unión de las comunas de Gommerville y Orlu, pasando a estar el ayuntamiento en la antigua comuna de Gommerville.

## Demografía
| Gráfica de evolución demográfica de Gommerville entre 1800 y 2014 |
|                                                                   |

Los datos entre 1800 y 2014 son el resultado de sumar los parciales de las dos comunas que forman la nueva comuna de Gommerville, cuyos datos se han cogido de 1800 a 1999, para las comunas de Gommerville y Orlu de la página francesa EHESS/Cassini. Los demás datos se han cogido de la página del INSEE.

## Composición
| Comuna delegada | Código INSEE | Población (2013) | Superficie (km²) | Densidad (hab./km²) |
| --------------- | ------------ | ---------------- | ---------------- | ------------------- |
| Gommerville     | 28183        | 637              | 32.45            | 20                  |
| Orlu            | 28288        | 39               | 5.22             | 8                   |